# Hynobius fucus
Espèce
Synonymes
- Hynobius fuca Lai & Lue, 2008

Hynobius fucus est une espèce d'urodèles de la famille des Hynobiidae.

## Répartition
Cette espèce est endémique de Taïwan. Elle se rencontre de 1 300 à 1 720 m d'altitude dans le Syueshan.

## Description
Hynobius fucus mesure de 48,1 à 54,8 mm sans la queue et de 26,0 à 34,0 mm pour la queue.

## Publication originale
- Lai & Lue, 2008 : Two new Hynobius (Caudata: Hynobiidae) salamanders from Taiwan. Herpetologica, vol. 64, p. 63-80.